# Brandan Timur Baru
Brandan Timur Baru is een bestuurslaag in het regentschap Langkat van de provincie Noord-Sumatra, Indonesië. Brandan Timur Baru telt 5347 inwoners (volkstelling 2010).